# Hirthia globosa
Hirthia globosa é uma espécie de gastrópode da família Thiaridae.
Pode ser encontrada nos seguintes países: República Democrática do Congo, Tanzânia e Zâmbia.